# Eleições no Liechtenstein
Liechtenstein é um principado organizado na forma de uma monarquia constitucional. O chefe de estado é um príncipe, atualmente Hans-Adam II, que tem poderes políticos significativos, incluindo direito de veto. Esses aspectos da monarquia direta são contrabalançados por elementos da democracia direta - iniciativa popular e referendo - que fazem do Liechtenstein o país da Europa onde é considerado o mais extenso.
O parlamento, ou Landtag, detém o poder legislativo. Os seus 25 deputados são eleitos por quatro anos por dois círculos eleitorais, Oberland e Unterland, com 15 e 10 cadeiras, respectivamente. Todas as cadeiras são preenchidas por representação proporcional entre as listas de candidatos que obtiveram pelo menos 8% dos votos expressos a nível nacional.
Os eleitores votam verificando os nomes dos candidatos das várias listas de nomes propostas pelos partidos. Há tantos nomes em cada lista e cada cidadão tem tantos votos quantas cadeiras a serem preenchidas, e um voto para um candidato é igual a um voto para seu partido. A distribuição proporcional é então feita de acordo com o método do maior resto, aplicando o denominado quociente de Hagenbach-Bischoff. As cadeiras atribuídas aos partidos são então distribuídas pelos seus candidatos que receberam mais votos em seu nome.
Desde 2001, o direito de voto é adquirido aos dezoito anos de idade. A votação em si é obrigatória. Uma multa de até 20 francos suíços é imposta aos não votantes que não apresentem uma justificação válida (viagem, doença, etc.). Na prática, essa multa não é exigida.